# تخته‌لی (گوراویماق)
تخته‌لی {{ترکی|Tahtalı) (به کردی: Textelû) یک منطقهٔ مسکونی در ترکیه است که در گوراویماق واقع شده‌است. تخته‌لی ۳۷۸ نفر جمعیت دارد.